# Andrieș (film)
Andrieș (în rusă Андриеш) este un film sovietic de lung metraj pentru copii. Este filmul de debut al regizorului Serghei Paradjanov după un scenariu scris de Emilian Bukov bazat pe o poveste cu același nume din folclorul românesc. A mai regizat și Iakov Bazelian. Filmul a fost realizat în studiourile A.Dovjenko din Kiev și Moldova-Film în 1954.

## Povestea
Povestea lui Andrieș este cea a unui tânăr cioban care visează să devină un mare războinic. El primește Flautul Fermecat de la eroul Vaynovan și în cele din urmă va lupta cu Vârtejul Negru, un vrăjitor rău care urăște tot ce este viu.

## Distribuție

Costea Rusu - Andrieș

- Costea Rusu — Andrieș (menționat Kostia Russu)[2]
- Nordak Șașik-oglî — Voinovan[2]
- Liudmila Sokolova — Leana[2]
- Chiril Știrbu — Păcală (menționat Kirill Știrbu)[2]
- Eugeniu Ureche — uriașul Strâmbă-Lemne (menționat Evgheni Ureke)[2]
- Domnica Darienco — Oarba (menționată Domnika Darienko)[2]
- Robert Vizirenko-Kliavin — Vârtejul Negru (menționat Robert Kliavin)[2]
- Trifon Gruzin — piticul Barbă Cot (menționat Trifan Gruzin)[2]
- Leonti Bogatîi (nemenționat)[2]
- Andrei Nagîț (nemenționat)[2]
- Nikolai Zaplitnîi (nemenționat)[2]
- Liudmila Sosiura (nemenționată)[2]
- Ghiuli Cihonelidze (nemenționat)[2]
- Svetlana Ciuprina — Floricica (nemenționată)[2]

## Producția
În acest film pentru copii au fost primele experimente care combină elemente de recuzită cu animalele sălbatice.